# Wesmaldra kakadu
Espèce
Wesmaldra kakadu est une espèce d'araignées aranéomorphes de la famille des Gnaphosidae.

## Distribution
Cette espèce est endémique du Territoire du Nord en Australie. Elle se rencontre vers Kapalga, Munmarlary, Berrimah et Annaburroo.

## Description
La femelle holotype mesure 1,88 mm et le mâle 1,70 mm.

## Étymologie
Son nom d'espèce lui a été donné en référence au lieu de sa découverte, le parc national de Kakadu.

## Publication originale
- Platnick & Baehr, 2006 : A revision of the Australasian ground spiders of the family Prodidomidae (Araneae, Gnaphosoidea). Bulletin of the American Museum of Natural History, no 298, p. 1-287 (texte intégral).